# Daphne Akhurst
Daphne Jessie Akhurst (22. april 1903 i Ashfield, New South Wales, Australien - 9. januar 1933 i Sydney), også kendt under sit gifte navn Daphne Cozens, var en australsk tennisspiller, der i perioden 1925-31 vandt 14 australske mesterskabstitler, heraf fem i damesingle, fem i damedouble og fire i mixed double, og sidstnævnte antal gør hende til medindehaver af rekorden for flest australske mixed double-titler.
I 1928 blev hun af A. Wallis Myers fra The Daily Telegraph og Daily Mail rangeret som verdens tredjebedste kvindelige tennisspiller.

## Privatliv
Daphne Akhurst var litografen Oscar James Akhurst og hans kone Jessie Florence' (født Smith) anden datter. Akhurst var elev på Miss. E. Tildesley's Normanhurst School, og derefter på Sydney Conservatorium of Music. Den 26. februar 1930 giftede hun sig med tobaksfabrikanten Royston Stuckey Cozens i St Philip's Church i Sydney. Parret fik en søn, Don. Daphne Akhurst Cozens døde, 29 år gammel, den 9. januar 1933 af en graviditet uden for livmoderen og blev derefter kremeret.

## Tenniskarriere
Daphne Akhurst vandt det australske damesinglemesterskab fem gange: i 1925, 1926, 1928, 1929 og 1930. Kun Margaret Court (11 titler), Nancye Wynne Bolton og Serena Williams (begge 6 titler) har vundet mesterskabet flere gange. Hun vandt endvidere damedoubletitlen ved mesterskabet fem gange: i 1924 og 1925 med Sylvia Lance som makker, i 1928 med Esna Boyd som makker, og i 1929 og 1931 sammen med Louie Bickerton. Sammen med Marjorie Cox tabte hun i finalen i 1926. Akhurst vandt også den australske mixed double-titel fire gange: i 1924 og 1925 sammen med Jim Willard, i 1928 sammen med Jean Borotra, samt i 1929 med Gar Moon som makker. Sammen med fem andre spillere deler hun dermed rekorden for flest vundne australske mixed double-titler. Hun og Willard var endvidere i finalen i 1926.
I 1925 var hun med på den første turne til Europa for australske tenniskvinder. I Wimbledon-mesterskaberne tabte hun i kvartfinalen til Joan Fry.
I 1928 var hun i Europa for anden og sidste gang, hvor hun bl.a. nåede frem til kvartfinalen i de franske mesterskaber, hvor hun tabte til Cristobel Hardie, og semifinalen i Wimbledon-mesterskabet, hvor hun blev besejret af Lili de Alvarez. Sammen med Jack Crawford var hun i Wimbledon-finalen i mixed double, men parret tabte til Elizabeth Ryan og Patrick Spence med 7-5, 6-4. Akhurst vandt singletitlen ved de tyske mesterskaber i 1928 efter en finalesejr i tre sæt over den forsvarende mester, Cilly Aussem.
Daphne Akhurst stoppede karrieren kort efter at have vundet det australske mesterskab i damedouble i 1931.

## Eftermæle
Siden 1934 har damesingletrofæet ved de australske mesterskaber (siden 1969: Australian Open) været opkaldt efter hende, og pokalen bærer derfor navnet Daphne Akhurst Memorial Cup til ære for hende.
Den 26. januar 2006 blev hun optaget i Australian Tennis Hall of Fame, og i 2013 blev hun også indlemmet i International Tennis Hall of Fame.